# Stenhomalus odai
Stenhomalus odai là một loài bọ cánh cứng trong họ Cerambycidae.